# Аркагалинская ГРЭС
Аркагалинская ГРЭС — тепловая электростанция в посёлке Мяунджа Магаданской области. Крупнейшая тепловая электростанция региона. Входит в состав ПАО «Магаданэнерго», с 1993 года большая часть оборудования станции находится на консервации.

## Конструкция станции
Аркагалинская ГРЭС представляет собой тепловую паротурбинную электростанцию с комбинированной выработкой электроэнергии и тепла. Установленная мощность электростанции — 224 МВт, установленная тепловая мощность — 194 Гкал/час (в том числе отборы из турбин 151 Гкал/ч, электрокотлы — 43 Гкал/ч). Тепловая схема станции выполнена с поперечными связями по основным потокам пара и воды, ГРЭС имеет в своём составе две группы основного оборудования: очередь среднего давления с давлением 34 кгс/см² и температурой пара 420 °С (турбоагрегаты № 2,5,6) и очередь высокого давления (находится в длительной консервации) с давлением 100 кгс/см² и температурой пара 540 °С (турбоагрегаты № 7-9). В качестве топлива используется каменный уголь Аркагалинского месторождения. Основное оборудование станции в виде одного котла и одного турбоагрегата среднего давления работает в зимний период с нагрузкой 7-10 МВт, обеспечивая теплоснабжение посёлка Мяунджа и отопление самого здания ГРЭС. С мая по октябрь станция полностью остановлена, для обеспечения горячего водоснабжения используются электрокотлы. Основное оборудование станции включает в себя:
- Турбоагрегат № 2 мощностью 35 МВт, в составе турбины К-35-29 с генератором ТВ-2-30-2, введён в 1955 году;
- Турбоагрегат № 5 мощностью 12 МВт, в составе турбины АПТ-12-29 с генератором Т-2-12-2, введён в 1964 году;
- Турбоагрегат № 6 мощностью 12 МВт, в составе турбины Р-12-90/31М с генератором Т-2-12-2, введён в 1974 году, с 1993 года находится в длительной консервации;
- Турбоагрегат № 7 мощностью 55 МВт, в составе турбины К-55-90 с генератором ТВФ-63-2, введён в 1974 году, с 1993 года находится в длительной консервации;
- Турбоагрегат № 8 мощностью 55 МВт, в составе турбины К-55-90 с генератором ТВФ-63-2, введён в 1974 году, с 1993 года находится в длительной консервации;
- Турбоагрегат № 9 мощностью 55 МВт, в составе турбины К-55-90 с генератором ТВФ-63-2, введён в 1980 году, с 1993 года находится в длительной консервации.

Пар для турбин вырабатывают один котёл ТП-150-1 и один котёл ТП-38. Четыре котла БКЗ-220-100-4 находятся в длительной консервации. Также имеется 5 электрокотлов ЭК-10000/6, использующихся в летний период. Система технического водоснабжения оборотная, с водохранилищем на реке Мяунджа, образованным первой в СССР грунтовой плотиной с искусственным промораживанием тела плотины. Выдача электроэнергии в энергосистему производится с открытых распределительных устройств (ОРУ) напряжением 110 кВ и 220 кВ по следующим линиям электропередачи:
- ВЛ 220 кВ Аркагалинская ГРЭС — ПС Берелёх;
- ВЛ 220 кВ Аркагалинская ГРЭС — ПС Усть-Нера;
- ВЛ 110 кВ Аркагалинская ГРЭС — ПС Берелёх;
- ВЛ 110 кВ Аркагалинская ГРЭС — ПС Кедровый;
- ВЛ 110 кВ Аркагалинская ГРЭС — ПС Артык;
- ВЛ 110 кВ Аркагалинская ГРЭС — ПС Нера.

## История строительства и эксплуатации
До строительства и ввода в эксплуатацию Аркагалинской станции центральный энергоузел Дальстроя составляли три изолированные друг от друга энергокомбината: Тасканский, Тенькинский и Аркагалинский. Их мощности распределялись через линии электропередачи напряжением 35 кВ. Однако по мере развития колымской промышленности этих мощностей стало не хватать. В апреле 1949 года по решению Правительства «О создании энергетической базы горнопромышленного района Дальстроя» было разработано проектное задание новой электростанции, которое утвердило Министерство Внутренних Дел СССР. Предполагалось соорудить конденсатную тепловую электростанцию (под именем «объект Д-2») в долине реки Аркагалинка. Позже «объект Д-2» переименовали в «Большое сердце Севера» (в переводе на эвенский — Мяунджа). Подготовка строительной площадки станции была начата в 1950 году.
Проект предусматривал строительство электростанции в три очереди:
- 1-я очередь — два турбоагрегата: один фирмы «Вумаг» мощностью 18 МВт и один АП-25-2 мощностью 25 МВт, а также два котлоагрегата ТП-150-1;
- 2-я очередь — третий турбоагрегат фирмы «Ланг» мощностью 25 МВт и один котлоагрегат ТП-150-1;
- 3-я очередь — четвертый и пятый турбоагрегаты: один фирмы «Броун-Бовери» К-8-29, и один АПТ-12-1.

Первый турбоагрегат фирмы «Вумаг» конденсационного типа, производства Германии, был передан Советскому Союзу по контрибуции. Третья турбина была произведена в Венгрии, четвёртая в Швейцарии. Одновременно была поставлена отечественная турбина АП-25-2 Ленинградского металлического завода (ЛМЗ).
Водоснабжение станции решили осуществить с помощью плотины, которую предстояло построить на реке Мяунджа. Такое сооружение проектировалось впервые, поскольку должно было работать в условиях вечной мерзлоты. Строительство плотины не обошлось без сложностей, в 1955 году через её тело началась интенсивная фильтрация, которую удалось подавить после монтажа и начала эксплуатации в 1957 году специальной аммиачно-холодильной установки, заморозившей тело плотины. Для доставки угля первоначально спроектировали и начали строить узкоколейную железную дорогу, но затем по причине сложностей строительства железной дороги в условиях вечной мерзлоты было принято решение доставлять топливо автотранспортом.
Перед возведением станции построили кирпичный, шлакобетонный и деревообрабатывающий заводы, а также жильё для работников, склады и гаражи. Это позволило завершить монтаж первой очереди электростанции в сжатые сроки — всего за четыре года. 12 декабря 1954 года был введен в эксплуатацию первый котлоагрегат, а 13 января 1955 года — первый турбоагрегат мощностью 25 МВт. В том же 1955 году были пущены вторые котлоагрегат и турбоагрегат. В 1959 году был введен в эксплуатацию турбоагрегат № 4, в 1960 году — турбоагрегат № 3, станция достигла мощности 88 МВт. Позднее удалось увеличить мощность турбоагрегатов первой очереди на 17 МВт, что позволило довести мощность станции до 105 МВт. В 1962 году смонтировали четвертый котлоагрегат марки ТП-38, в 1964 году — пятый турбоагрегат АПТ-12-29.
К началу 1970-х годов институтом «Теплоэлектропроект» был разработан проект расширения станции до 227 МВт (а в дальнейшем — до 282 МВт) с монтажом очереди высокого давления и строительством первой в Магаданской области линии электропередачи напряжением 220 кВ. Для повышения экономичности работы очереди среднего давления предусматривалась установка противодавленческой турбины Р-12-90/31. В 1974 году были введены в эксплуатацию турбоагрегаты № 6 и № 7 и противодавленческая турбина, а также пятый котлоагрегат, в 1980 году с пуском турбоагрегата № 8 станция достигла проектной мощности 282 МВт. Окончательно расширение станции завершили в 1985 году с вводом в эксплуатацию котлоагрегата № 8.
С самого начала эксплуатации электроэнергия станции была высоко востребована, в 1986 году Аркагалинская ГРЭС работала на полной установленной мощности 282 МВт и временами даже перегружалась до 284 МВт. В 1988—1991 годах были введены на работу на полном напоре четыре гидроагрегата Колымской ГЭС (а в 1994 году — и пятый гидроагрегат), что резко улучшило ситуацию с энергообеспечением Магаданской области, и более того, создало большие резервы мощности. Поскольку выработка Аркагалинской ГРЭС не могла конкурировать с более дешёвой выработкой Колымской ГЭС, было принято решение о выводе тепловой электростанции в резерв. В 1993 году очередь высокого давления станции была законсервирована, в очереди среднего давления демонтированы импортные турбоагрегаты и два из четырёх котлов. Для обеспечения горячей водой поселка Мяунджа в летний период изготовили и смонтировали пять электрокотлов. Станция работает в зимний период с нагрузкой 7-10 МВт с целью теплоснабжения посёлка, поддерживая оборудование в готовности для ввода в работу в случае аварийных ситуаций в энергосистеме. Станция может выдать мощность 42 МВт в течение 6-8 часов, расконсервация и ввод в эксплуатацию очереди высокого давления потребует проведения ряда подготовительных мероприятий, что может занять до нескольких лет.